# Nhạc rock Uruguay
Nhạc rock Uruguay bắt đầu nổi lên ở Uruguay vào thập niên 1950. Tuy nhiên, sự đột phá thực sự của nhạc rock ở Uruguay, cũng như nhiều nơi trên thế giới, chỉ xảy đến với sự hiện diện của ban nhạc The Beatles vào đầu thập niên 1960. Mặc dù quốc gia này có một lượng dân số nhỏ và khác biệt rất lớn với các trung tâm văn hóa của thế giới, nhưng nhạc rock từ miền đất này, xứ sở mà luôn luôn chấp nhận một bản sắc được rèn dũa từ hỗn hợp các nền văn hóa khác nhau (nhất là của Argentina và Brasil, do sự gần gũi về không gian địa lý) cộng với nét riêng biệt của địa phương, thì tạp giao những thể loại và phong cách âm nhạc khác nhau, trên quy mô lớn đó là một bí mật được giữ gìn cẩn thận ở bên ngoài lãnh thổ. Nhờ có Internet và sự truy cập dễ dàng vào các thư viện âm nhạc thông qua những dịch vụ stream ví dụ như Spotify nên điều đó đang dần thay đổi.

## Các ban nhạc và nghệ sĩ solo
La vela puerca,
Abuela Coca,
Alvacast,
Amables Donantes,
Astroboy,
Bufón,
Buenos Muchachos
Buitres Despues de la Una,
Claudio Taddei,
Cursi,
Doberman(P E R R O S),
El Cuarteto de Nos,
El Peyote Asesino,
La Chancha Francisca,
La Saga,
La Teja Pride,
La Trampa,
La Vela Puerca,
Los Estomagos,
Los Traidores,
Níquel,
No Te Va Gustar,
Platano Macho,
Psiglo,
Rey Toro,
Trotsky Vengaran,
Vinilo Lưu trữ ngày 19 tháng 8 năm 2009 tại Wayback Machine,
Zero (Uruguayan band)

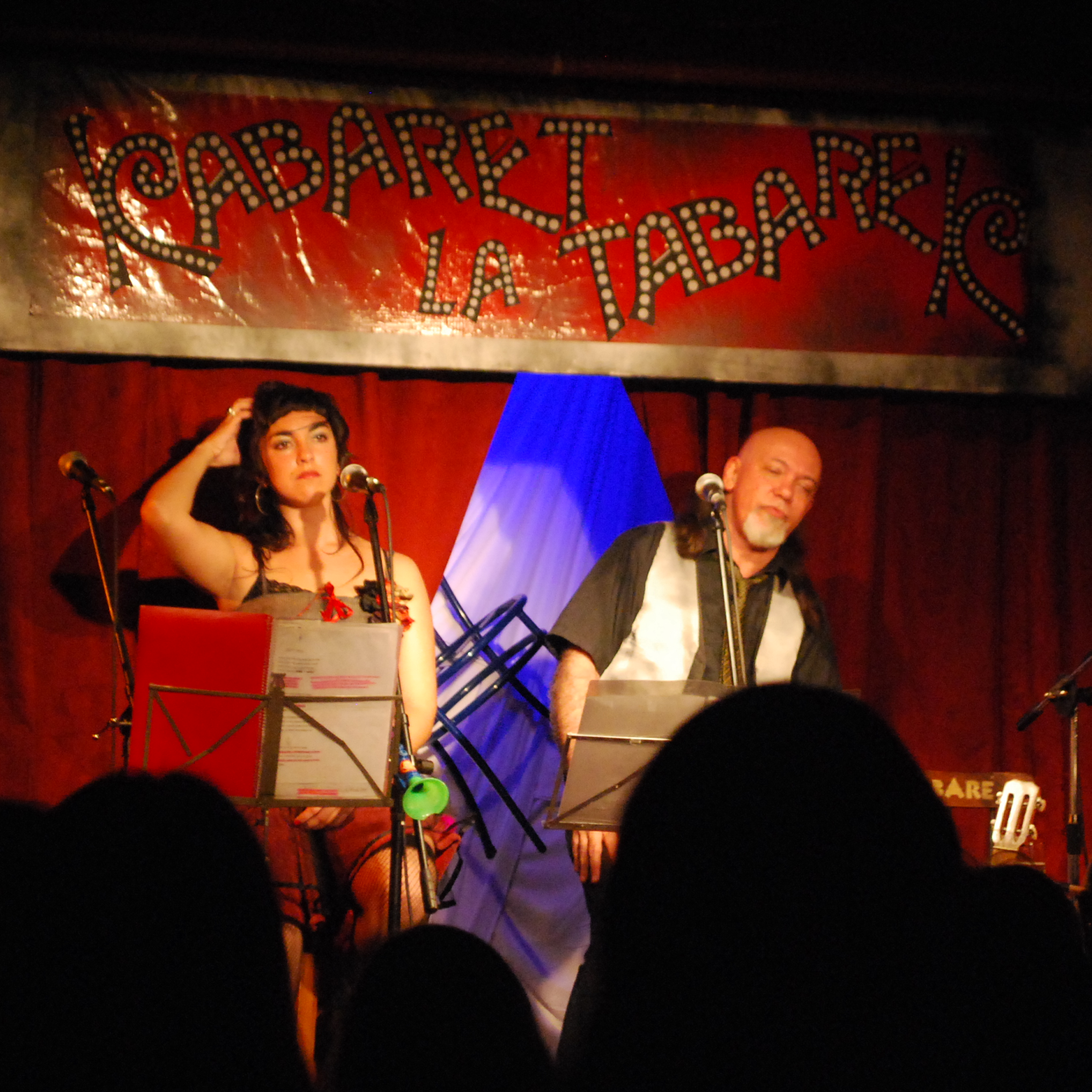
Ban nhạc rock Tabaré Rivero
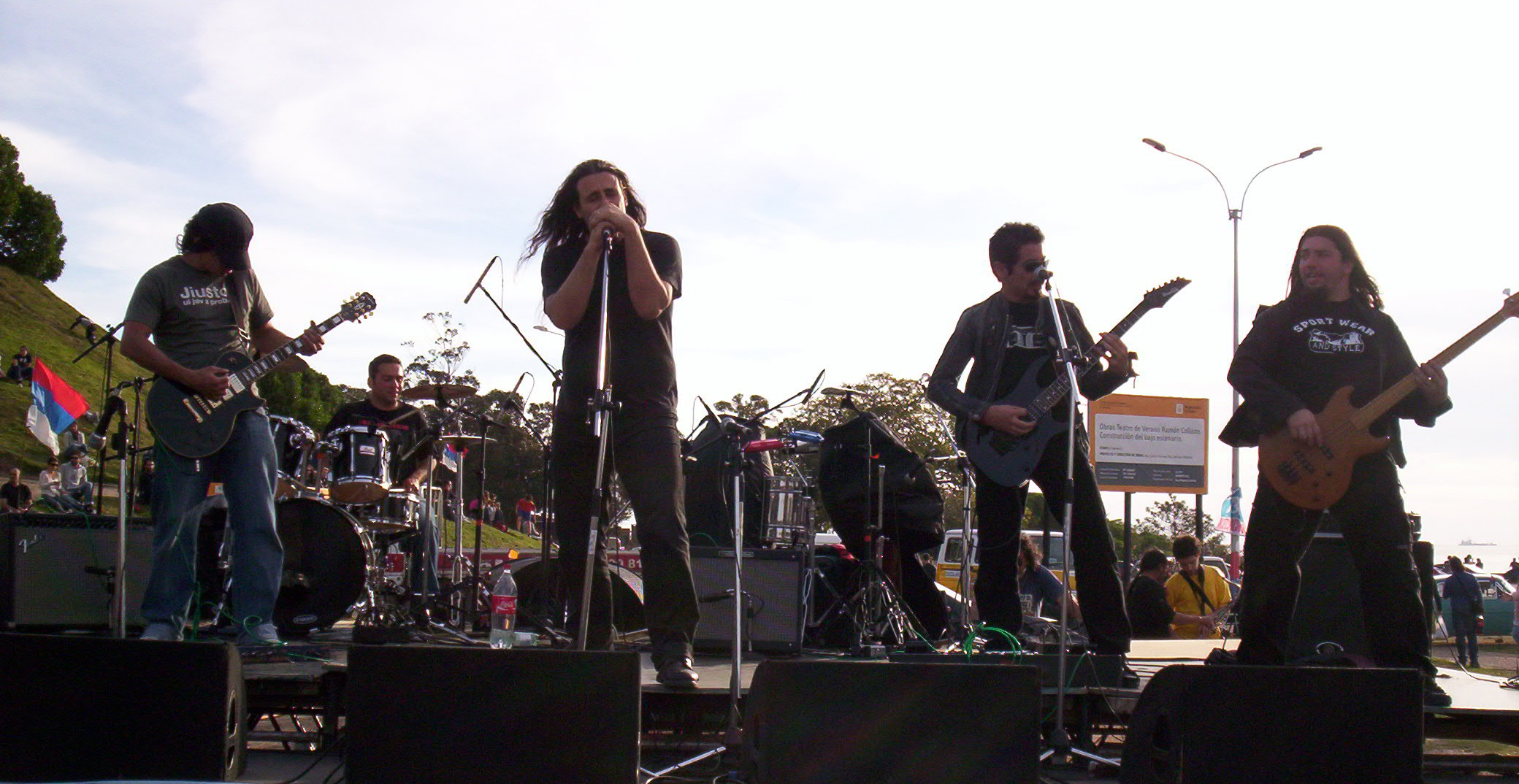
Garron, ban nhạc rock metal.
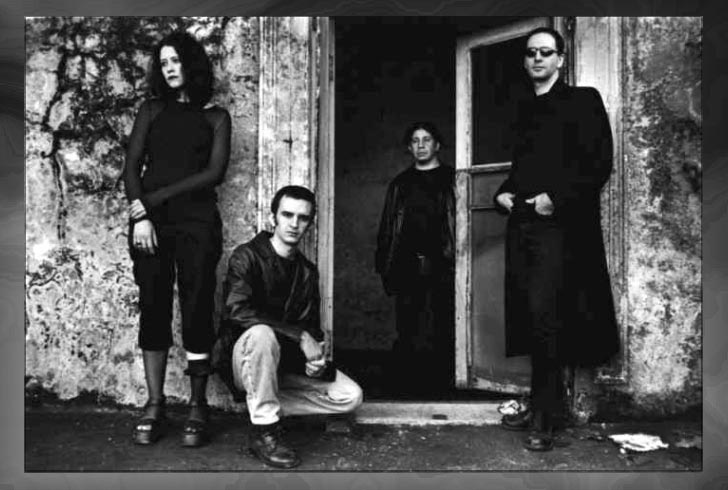
Ban nhạc Fotocriacuervos.jpg
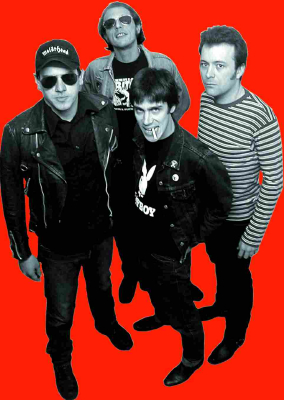
Ban nhạc Motosierra
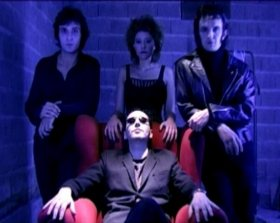
Ban nhạc Fixion
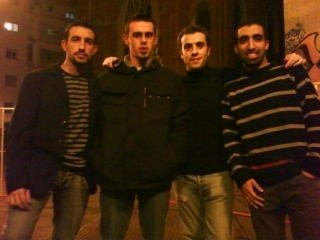
Ban nhạc Porfiados